# Lucy Lindhorn
 Lucy Lindhorn  (* 1850; † 8. März 1919 in Bremen) war eine deutsche Sozialarbeiterin und von 1893 bis 1917 erster weiblicher Vorsitzender des Frauenerwerbvereins in Bremen.

## Biografie
1867 entstand der Verein zur Erweiterung des weiblichen Arbeitsgebietes (Frauenerwerbsverein). Lindhorn gehörte sofort zum Vorstand des Vereins. Sie erwarb ihre pädagogischen Fähigkeiten bei der 1867 eingerichteten Nähschule des Frauenerwerbsvereins, die sie ab 1870 leitete. 1869 vertrat sie den Verein bei der ersten Vollversammlung des Verbandes Deutscher Frauen- Bildungs- und Erwerbsvereine in Berlin. Seit 1870 leitete sie neben Doris Focke und Henny Sattler die Kurse für Kinderpflegerinnen des Vereins.
Ab 1893 leitete Lindhorn gemeinsam mit dem Pädagogen Heinrich Otto Reddersen den Frauenerwerbsverein.
1895 waren Frauen wie Lucy Lindhorn, Emilie Bendel, Felicie Gildemeister, Ottilie Hoffmann, Doris Focke bei der Umwandlung des Vereins zu einem reinen Frauenverein beteiligt. Es erfolgte die Umbenennung in Frauen-Erwerbs- und Ausbildungsverein (FEAV) und der Verein fusionierte mit ähnlichen Gruppen. Lindhorn übernahm den alleinigen Vorsitz des Vereins bis 1917, in einem rein weiblichen Vorstand. Eine rasante Entwicklung des Vereins war nun zu verzeichnen.
Von 1893 bis 1898 hatte der Verein in der Bremer Altstadt, Am Geeren, seinen Hauptsitz. 1898 war die Eröffnung des ersten eigenen Vereinshauses des FEAV in Bremen-Mitte in der Pelzerstraße. Erholungsabende für kaufmännisch und gewerblich tätige Frauen standen unter Leitung von Hoffmanns. Die Kochschule von Bendel wurde 1897 dem Frauenerwerbsverein angeschlossen. Im Vereinshaus waren weiterhin seit 1898 die Wirtschaftsschule mit den Unterabteilungen Bremer Küche, Haushälterinnen, Wäscherinnen und Plätterinnen. Ab 1898 wurden Turnkurse, eine Fortbildungsschule in Fremdsprachen und Handelskorrespondenz sowie Kurse in kunstgewerbliches Zeichnen und Kunsthandarbeit angeboten. 1896 kam ein Stellenvermittlungsbüro hinzu, 1904 ein Seminar für Hauswirtschaftslehrerinnen und 1907 die Auskunftstelle für freiwillige Hilfsarbeit. 1909 wurden Bendel und Agnes Matthes Leiterinen der neu gegründeten Frauenschule des FEAV in einem neu 1905 angekauften Haus in der Pelzerstraße. 1913 entstand das Seminar für Nadelarbeitslehrerinnen.
Durch eine Schenkung von Margarete Hachez und Spenden wurde ein Haus am Ansgarikirchhof gekauft. Seit 1903 war hier das Josephinenheim. Es nahm Pensionärinnen auf sowie auch Schülerinnen und es war eine Unterkunft für durchreisende Frauen. Das erste „Frauenhotel“ bestand es bis 1934.
Mitgliederschwund und schwankende Teilnehmerinnenzahlen führten seit 1903 zu finanziellen Problemen des Vereins. Geschlossen wurde 1905 die Ausbildung von Krankenpflegerinnen, 1909 die kunstgewerbliche Abteilung und 1910 der Herrenmittagstisch. Der Erste Weltkrieg hatte für den FEAV einschneidende Folgen. Sozialfürsorgerisch Belange hatten den Vorrang und so wurde 1917 die Frauendienstschule eröffnet.
1917, nachdem 50-jährigen Bestehen des Vereins, beendete Lindhorn ihre Amtszeit. Ein weiteres Jahr leitete sie noch die kaufmännische Fortbildungsschule.